# Youth Olympic Sports Park Gymnasium
Lo Youth Olympic Sports Park Gymnasium è un palazzetto dello sport cinese usato per le partite di pallacanestro.

## Storia
Nel 2019 ha ospitato il Mondiale di basket.